# Aconitum villosum
Aconitum villosum är en ranunkelväxtart som beskrevs av Heinrich Gottlieb Ludwig Reichenbach. Aconitum villosum ingår i släktet stormhattar, och familjen ranunkelväxter. Utöver nominatformen finns också underarten A. v. amurense.